# 宝活 (新南威尔士州)
33°52′38″S 151°06′18″E / 33.8772°S 151.1049°E
伯伍德（英語：Burwood）是澳大利亚悉尼内西部的一个区，位于悉尼商业中心区以西12公里。
伯伍德与邻近的史卓菲和艾士菲同为亚裔聚居区，区内超三成的居民为华裔，另有4.8％为韩国出生、3.8％为印度出生，3.0％为意大利出生。